# جاي جوردن
جاي جوردن (بالإنجليزية: Jay Jordan)‏ هو شخصية أعمال أمريكي، ولد في 1943.